# Malignt neuroleptikasyndrom
Malignt neuroleptikasyndrom är ett ovanligt, livshotande tillstånd, som i allmänhet är en bieffekt till medicinering med neuroleptika (läkemedel mot psykos eller antipsykotiska läkemedel). Malign betyder elakartad. Symptomen innefattar katatoni, muskelstelhet, feber och psykiska symptom som konfusion (förvirring).
Den drabbade får hög feber, som kan stiga till 41 grader C, och svettningar. Psykiska symptom förekommer i 75 % av fallen och omfattar slöhet, förvirring och medvetslöshet. Andra allvarliga symptom såsom epilepsianfall och oregelbunden hjärtverksamhet förekommer också.

## Orsak
Syndromet beror sannolikt på överkänslighet mot ett antipsykotiskt läkemedel, vilket medför brist på dopamin alternativt blockad av dopaminreceptorer i hjärnan. 0,02 % till 3 % av de personer, som medicinerar med neuroleptika får malignt neuroleptikasyndrom. Höga medicindoser och snabb dosökning medför ökad risk för att syndromet ska utlösas.     

## Behandling
Den drabbade personen ska vårdas på intensivvårdsavdelning. Neuroleptikamedicinering ska omedelbart avslutas.  Febernedsättande behandling och specifika läkemedel bl.a. ämnen, som påverkar dopaminreceptorerna, ges. Prognosen är god om den drabbade personen får adekvat behandling.

### ECT
En sammanställning av över 400 fallrapporter om malignt neuroleptikasyndrom visar att ECT i kombination med läkemedel var den behandling som gav lägst mortalitet och morbiditet. Enligt kvalitetsregistret för ECT har 34 patienter fått ECT i Sverige på denna indikation mellan 2012 och 2020. 80 procent av de behandlade patienterna förbättrades i sina symptom efter genomgången ECT enligt bedömning efter skattningsskalan: Clinical global impression. Två av patienterna avled inom ett par veckor efter ECT av somatiska tillstånd som inte var relaterade till behandlingen.

## Fotnoter
1. ↑  Levenson JL. Neuroleptic malignant syndrome. Am J Psychiatry 1985; 142:1137.
2. ↑  Velamoor VR. Neuroleptic malignant syndrome. Recognition, prevention and management. Drug Saf 1998; 19:73.
3. ↑  Kuhlwilm, L.; Schönfeldt‐Lecuona, C.; Gahr, M.; Connemann, B. J.; Keller, F.; Sartorius, A. (2020). ”The neuroleptic malignant syndrome—a systematic case series analysis focusing on therapy regimes and outcome” (på engelska). Acta Psychiatrica Scandinavica 142 (3):  sid. 233–241. doi:10.1111/acps.13215. ISSN 1600-0447. https://onlinelibrary.wiley.com/doi/abs/10.1111/acps.13215. Läst 11 december 2020.
4. ↑  Nordenskjöld, Axel; registerhållare; docent, Kvalitetsregister ECT;; överläkare; Hälsa, Fakulteten För Medicin Och; Nordanskog, Örebro universitet Pia (30 september 2020). ”Apropå! Två tillstånd som inte bara psykiatrer bör känna till”. Läkartidningen. https://lakartidningen.se/opinion/debatt/2020/09/apropa-tva-tillstand-som-inte-bara-psykiatrer-bor-kanna-till/. Läst 11 december 2020.